# Liebster Gott, vergisst du mich
Liebster Gott, vergisst du mich (in tedesco, "Carissimo Dio, ti dimentichi di me") BWV Anh 209 è una cantata di Johann Sebastian Bach.

## Storia
Pochissime le informazioni che si hanno su questa cantata. Composta per la VII domenica dopo la Trinità, il libretto è di Georg Christian Lehms. La musica è andata interamente perduta.